# Bloch: Die Lavendelkönigin
Die Lavendelkönigin ist ein deutscher Fernsehfilm von Michael Verhoeven aus dem Jahr 2013. Es ist die vierundzwanzigste und letzte Episode der Fernsehreihe Bloch. In Dr. Maximilian Blochs letztem Fall wird er – wie in seinem vorletzten Fall – der Vergewaltigung bezichtigt.

## Handlung
Die Architekturstudentin Stefanie Rudolf versucht, sich das Leben zu nehmen, wird jedoch gerettet. Sie sucht Dr. Maximilian Bloch auf, bei dem sie vor einiger Zeit zwar in Behandlung war, die Termine aber schon nach wenigen Sitzungen nicht mehr einhielt. Bloch unterbricht ihretwegen keine seiner anstehenden Sitzungen und rät ihr, sich telefonisch einen Termin bei ihm zu holen. Kurz darauf beschimpft sie ihn auf dem Anrufbeantworter als perverses Schwein. Obwohl Clara ihm rät, die Polizei einzuschalten, sucht Bloch Stefanie zunächst zu einem klärenden Gespräch auf. Sie bezichtigt ihn, sie bei der letzten Hypnosesitzung sexuell belästigt zu haben. Bloch droht, die Polizei einzuschalten, sollte sie ihre Verleumdung nicht zurücknehmen. Er lädt Stefanie und ihren Bruder Lukas zu einem klärenden Gespräch ein und schildert, wie sie bei einer konkreten Frage unter Hypnose unruhig geworden sei und wie er ihr zur Beruhigung seine Hand auf den Arm gelegt habe. Stefanie springt auf und will den Raum verlassen, erleidet jedoch einen Schwächeanfall. Wenig später versucht Bloch noch einmal mit Lukas zu reden. Er ist sich sicher, dass Stefanie ein in der Vergangenheit erlebtes Unrecht nun auf ihn als Therapeuten projiziert, was in Fachkreisen „Übertragung“ genannt wird.
Stefanie berichtet ihren Eltern, was nach ihrer Ansicht in Blochs Praxis vor sich gegangen ist. Die Eltern erstatten Anzeige und übergeben den Fall an Hermann Lux, einen langjährigen Freund der Familie. Der will den Fall an einen Kollegen überweisen, ist er selbst doch befangen. Die Familie Rudolf besteht hingegen auf Hermann als Anwalt. Bloch zeigt den Fall zunächst bei der Therapeutenvereinigung an, die kritisch reagiert, sei Bloch doch erst vor Kurzem in einen ähnlichen Fall verwickelt gewesen. Kurz darauf erhält Bloch die Vorladung zur Polizei, da Anzeige gegen ihn erstattet wurde. Obwohl er die Vorgänge absurd findet, erkennt Bloch mit der Zeit, dass ihm im Ernstfall ein Berufsverbot bzw. eine Freiheitsstrafe drohen könnten. Erst jetzt nimmt er sich einen Anwalt – auf Claras Rat hin seinen Bekannten Fritz Fiebler, dem Bloch jedoch aufgrund seiner Modellautosammlung im Schaufenster des Anwaltsbüros und seiner alternativen Art nicht viel zutraut.
Bei Bloch findet eine Hausdurchsuchung statt. Die Befragung von Bloch und Clara geht bis ins Detail ihres Sexlebens, hat Stefanie doch ausgesagt, dass Bloch sie zum Oralverkehr gezwungen habe. Nach einem Haftbefehl wegen Verdunkelungsgefahr wird Bloch festgenommen. Vergeblich hat er bisher herauszubekommen versucht, welcher Reiz in seiner Praxis bei Stefanie Auslöser für die Erinnerung an eine Vergewaltigung gewesen sein könnte. Stefanie wiederum kommen selbst Zweifel an ihrer Aussage, träumt sie doch, dass Lukas sie genau so berührt wie Bloch in seiner Praxis. Sie glaubt, dass Lukas sie im Schlaf berührt haben könnte, leben die Geschwister doch in einer Wohnung. Sie gesteht ihre Zweifel Hermann, der ihr abrät, diese Gedanken gegenüber der Familie öffentlich zu machen. Sie ist sich nach dem Gespräch wiederum sicher, dass Bloch der Täter war. Bloch wird von der Boulevard-Presse unterdessen als „Sex-Therapeut“ betitelt und auf dem Gefängnishof von Mitgefangenen zusammengeschlagen. Clara hinterlegt eine Kaution und Bloch kann das Gefängnis verlassen. Sie hatte ihm in die Zelle eine frisch gewaschene Decke gebracht, die sie wie alle Wollsachen mit Lavendelöl behandelt hatte. Der Duft von Lavendel war auch bei der damaligen Sitzung mit Stefanie präsent, könnte also ihre Erinnerung angeregt haben. Clara sucht Lukas auf, der ihr eine Krone aus Lavendel übergibt. Stefanie war 1996 bei einem Urlaub in der Provence zur Lavendelkönigin gewählt worden. Auf einem Foto aus der Zeit wirkt sie jedoch traurig. Clara erfährt, dass damals beide Kinder mit ihren Eltern und auch Hermann im Urlaub waren. Als die Familie einige Tage später am Essenstisch sitzt, erscheint Bloch – von Lukas dazugeholt. Er hat die Krone dabei und setzt sie Stefanie auf. Er gibt zu, sich an Stefanie vergangen zu haben, jedoch bereits in diesem Urlaub 1996. Er rekonstruiert den Vorfall, bis Stefanie aufspringt, sich auf Hermann stürzt und auf ihn einschlägt. Hermann bricht zusammen. Bloch ist rehabilitiert und fährt mit Clara in den Urlaub – in die Provence.

## Produktion
Die Lavendelkönigin wurde vom 8. Mai bis zum 8. Juni 2012 in Köln gedreht und am 24. April 2013 im Rahmen der ARD-Reihe „FilmMittwoch im Ersten“ zum ersten Mal zur Hauptsendezeit gesendet. Der Film wurde bei seiner Erstausstrahlung von 4,36 Millionen Zuschauern gesehen, was einem Marktanteil von 13,7 Prozent entspricht. Es ist die letzte Folge der Filmreihe Bloch, deren Hauptdarsteller Dieter Pfaff am 5. März 2013 und damit noch vor der Premiere verstarb.

## Kritik
Für den film-dienst war Die Lavendelkönigin eine „(Fernsehserien-)Krimiunterhaltung auf gewohnt spannendem Niveau.“
Die TV Spielfilm vergab für den Film die bestmögliche Wertung, den Daumen nach oben, kritisierte, „der wie üblich exzellent besetzte Fall“ sei „eher mäßig überraschend konstruiert“. Das Urteil lautete: „Würdige Abschiedsvorstellung eines Pfundskerls“.